# 一卵性母娘
一卵性母娘（いちらんせいおやこ）は、母親と娘（特に思春期以降）の共依存を表した言葉である。友達母娘（ともだちおやこ）、母娘カプセル（おやこカプセル）という言葉も、ほぼ同じ意味で用いられることが多い。一卵性母娘の家庭で、娘の人格が、母親と未分化なまま育った娘は、アダルトチルドレンとなる。
語源は歌手の美空ひばりとその母親が二人三脚でスターへの階段を駆け上がっていった姿を指したのが始まりと言われるが、はっきりしたものではない。

## M&D (mother and daughter) 消費
母と娘との関係は永遠のテーマと言えるが、両者の関係を経済的・マーケティング的な視点から捉え、消費に結びつけようという考えは比較的新しく1990年代以降に盛んになった。
母 (mother) と娘 (daughter) の頭文字を取って俗にM&D消費と言われる。
両者の利害関係として、
- 母親 - 子育てを終え時間ができたので、その時間を潰す相手が欲しい。冷めている夫ではなく、一番身近で気兼ねなく過ごせ、ファッションなど話題も共通したものが多い娘をその相手に求める。また、孫ができた時には自分の娘が産んだ子供が可愛いので、世話を焼きたくなる。
- 娘 - 結婚した後の家事・育児等で苦労が絶えないが、地域コミュニティーの崩壊が叫ばれている昨今ではなかなか相談相手がいないので、一番身近な先輩である母親に相談を求める。また、ファッション・旅行などでは強力な財布となってくれる母親と過ごすことは経済的なメリットが大きい。

という構図が浮かび上がる。
デパートで母と娘が手をつないで一緒に買い物を楽しむ光景が見られたり、一緒に温泉旅行を楽しむ母と娘の姿が温泉地で見られるなど、この傾向は年々強まっている。また、母娘で一緒にアイドルのライブやイベント等に行く等の現象も見られる。近年の韓流ブームも、母娘で同じタレントを応援するという傾向もある。
M&D消費に対して特に積極的にアプローチしているのは、旅行業界である。温泉旅館やシティホテルでは母娘で予約した客にはプレゼントがあったり、宿泊料金が割引になったりするなどの特典プランがある所も多く、旅行会社では母娘をターゲットにしたプランを提案している所もある。

## 一卵性母娘への賛否

### 肯定的意見
成人男性と母親が過剰に仲良しである状態（いわゆるマザコン）は、一般的に批判の対象となりやすいが、それに対し一卵性母娘は嫌悪すべきもの（社会問題）としてテレビその他のマスコミで取り上げられることは非常に少ない。むしろ女性芸能人が母親との距離の近さを好感度アップに利用するなど、一卵性母娘は「イケテル女性」の条件のようにさえ扱われていることもある。
特に、前述したように「家事や育児で苦労する娘を母親がサポートする」という構図はむしろ肯定的に評価されるし、母娘で旅行に行ったりすることを「親孝行」と評価する場合も多い。

### 否定的意見
しかし、母と娘が過剰に依存し合う傾向が年々強まる中、それを問題視する向きも顕著になりつつある。
第一に挙げられるのはパラサイトシングルの温床になっていることである。母親は可愛い娘を実家から引き離したがらず、娘も経済的・精神的に居心地の楽な実家で母親の世話になり続けたいので、成人した後も実家から娘が離れなくなってしまうことが多くなっている。さらに、「自分の老後の面倒を見て欲しいので、娘には外に出て欲しくない」といった要求を示す母親もいる。
パラサイトシングルは男女共通の現象であるが、特に女性にパラサイトシングルに対する満足感が強い。男性の方はニートやひきこもりなど適応障害の状態にあることも多く、さもなければ父親から独り立ちするような圧力を絶えず受け続けることも多い。しかし、母子家庭ともなると父親からの圧力すらもなくなるため、母親の甘やかしと甘えを許さない社会の厳しさとの狭間で苦しんだ挙句、ひきこもりや適応障害に陥る危険性がさらに高くなる。
第二に挙げられるのはカップルや結婚後の夫婦の関係を妨害したり、崩壊させる要因となっていることである。娘のことに対して必要以上に口出しをする母親が増えてしまい、それを受容する娘も増えてしまったため、うんざりした恋人や夫が愛想を尽かして別れたり離婚したりするケースが近年後を絶たなくなってきている。母親の心理としては嫁に嫉妬する姑と同じであり、形を変えた新たな嫁姑問題とも言える。母親は娘のことをどこかでライバル視しているので、娘の幸せを妨害しようとする深層心理があるという説もある。
関係としては母娘に限ったことではないが、相互依存、相互肯定が過剰に行われるもっとも極端な例として、母娘カプセルとも呼ばれる。このカプセル化は、相互に気付かう、あるいは愛し合う関係において、第三者を排除することにより、行われる。母娘カプセルの場合、夫が排除される。二人にとって都合が良ければ、世間的に間違ったことや微妙なことも、相手を肯定してやりたい、受け入れてあげたいと、二人の間で強力な肯定のスパイラルが発生する。結果として、二人以外の対人関係において、問題を生じやすくなり、また問題に対する解決能力も低下する。
このカプセル化が親子間で発生した場合、本来、子供自身が考え、行動すべき事柄について、親が代理行動を行うようになることがある。親の代理行動は、子供に解決方法を教える手段でもあるが、常に代理行動で問題が解決する場合、けして子供本人に解決能力は育たない。結果として、子供の社会的な発達を阻害する大きな要因になる。

## 一卵性母娘を扱ったテレビ番組
- とっても母娘 - TBS、1995年、テレビドラマ、花王 愛の劇場。
- 学校へ行こう! - 友達母娘選手権。
- お母さん、娘をやめていいですか? - NHK総合、2017年、テレビドラマ、ドラマ10

## 関連記事
- 離婚の危機をもまねく！　実家依存症の妻たち - ［離婚］All About
- 密かに急増中！男が逃げ出す痛い「マザコン娘」の特徴9個 - Menjoy
- 「ママは一番の親友」というマザコン女子は男に嫌われてしまう理由 - 美容ブログ ［女性の美学］
- マザコン女子が急増中！ 男子が「結婚したくない」と逃げるその理由は？ - 恋愛jp
- 産後クライシスと母娘クライシスの密な関係 - Father's Eyes